# Карс Джинс Стадіон
Карс Джинс Стадіон (нід. Cars Jeans Stadion) — багатофункціональний стадіон у Гаазі, Нідерланди, домашня арена «АДО Ден Гаг».
Стадіон вміщує 15000 глядачів і з сезону 2007/2008 використовується АДО. До того команда грала на нині знесеному стадіоні Зяудерпарк (нід. Zuiderpark).
В 2014 році стадіон приймав як Чемпіонат світу з хокею на траві серед чоловіків так і серед жінок.

## Будівництво та відкриття

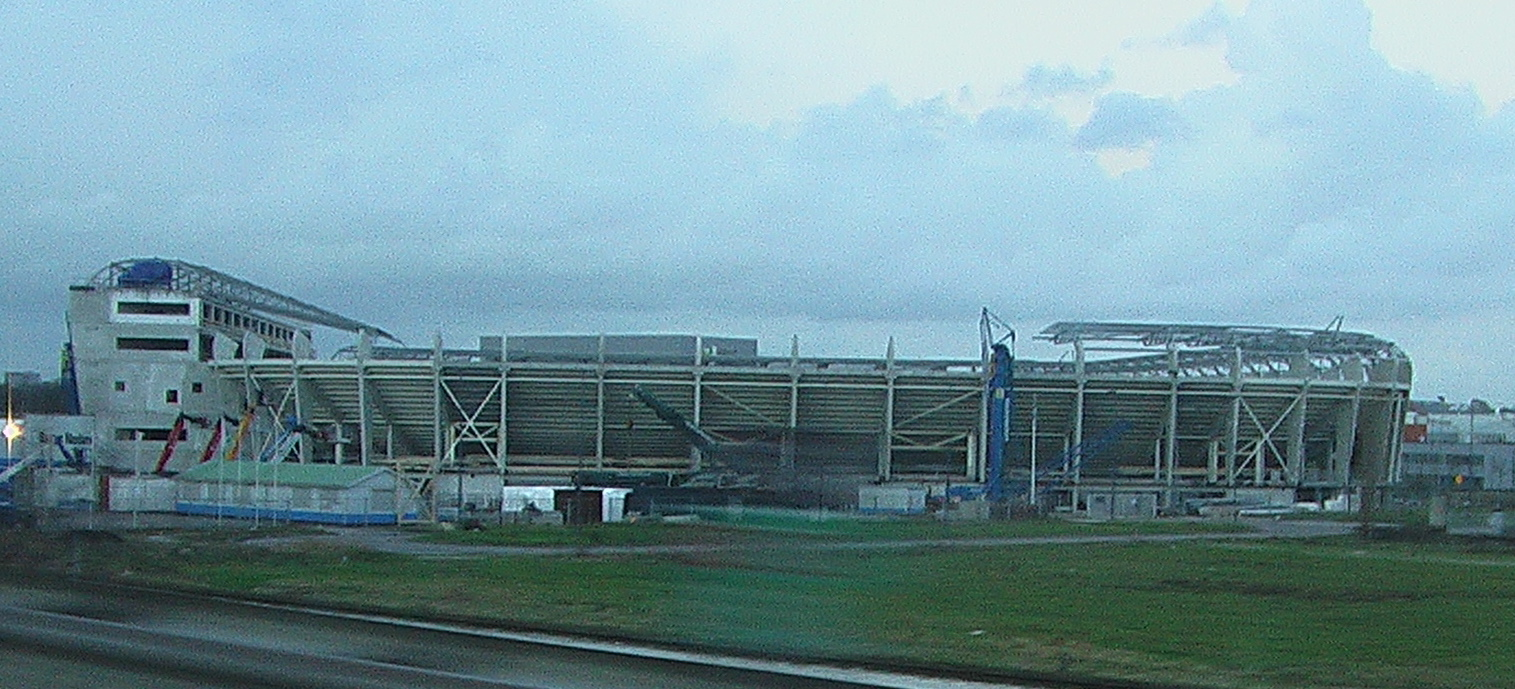
Стадіон під час будівництва, грудень 2006

Символічну першу палю було забито 23 листопада 2005 року. На церемонії були присутні представники клубу та муніципалітету, серед них були тодішній мер Гааги Вім Деетман та тренери команди Франс Аделаар та Лекс Схунмакер.
Стадіон було відкрито 28 липня 2007. З цієї нагоди було організовано товариський матч між АДО Ден Гаг та збірною гравців аматорських команд міста. АДО переміг з рахунком 5-0.

## Стадіон

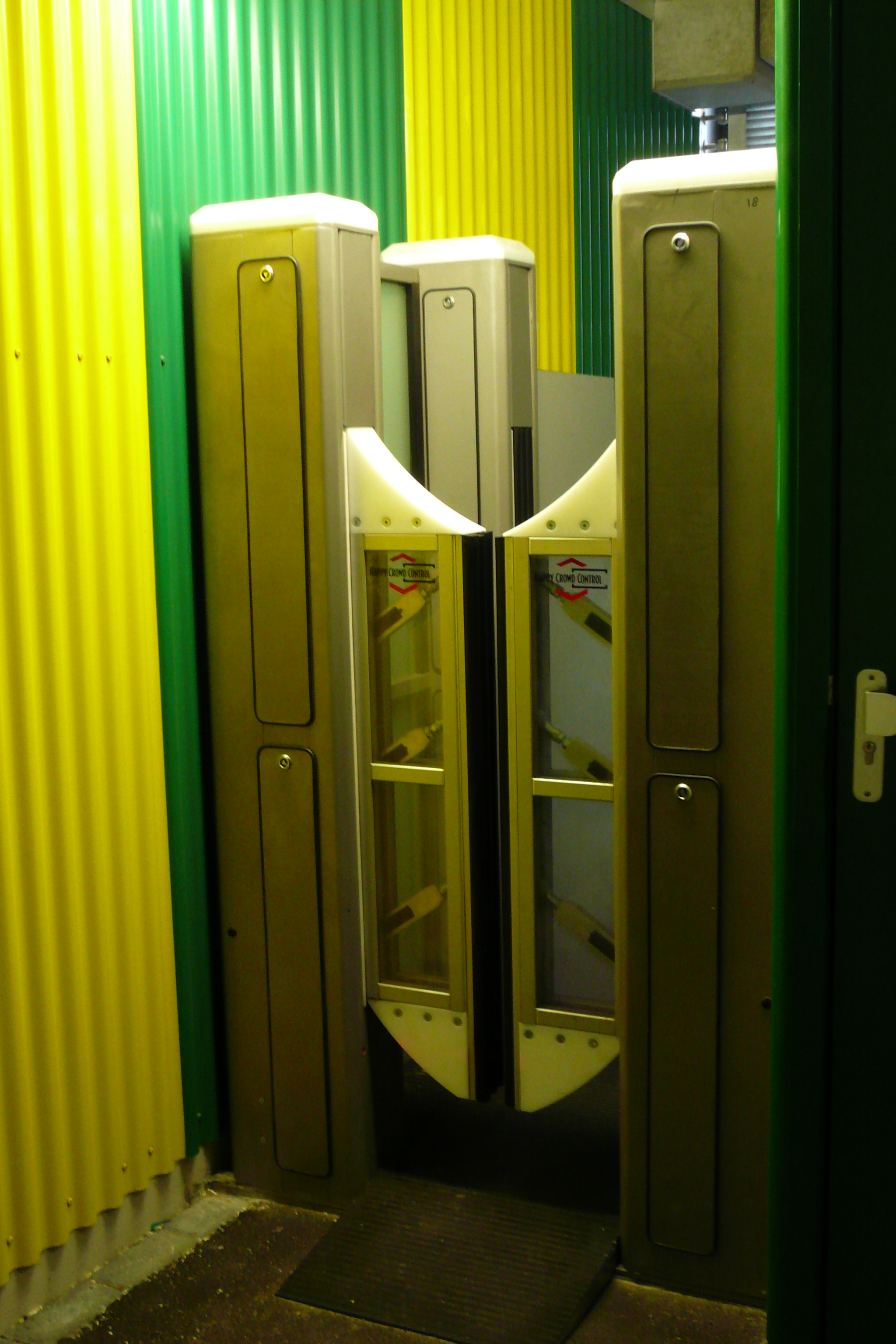
Система Happy Crowd-Control при вході до стадіону

Стадіон вкрито алюмінієм, ззовні знаходиться парковка для 700 авто. Наразі стадіон вміщує 15000 глядачів, втім в результаті реновації його місткість можна збільшити до 30000. Довкола поля знаходиться крита територія відома як Пасаж. Тут під час перерви можуть одночасно знаходитись 12000 глядачів. Стіни Пасажу вкриті тематичними графіті та муралами.
ВІП-зона може вмістити 3000 відвідувачів. Кімнати для гравців та персоналу (роздягальні, медичні кімнати, кімнати допінг-контролю і т.д..) пофарбовані переважно в білий колір з деталями в кольорах клубу — жовтому та зеленому.

## Безпека
Під час розробки проєкту мер міста Вім Деетман вимагав від архітекторів щоб між глядачами та гравцями не було парканів, тож через це довелося змінити підхід до питання безпеки. Футбольне поле було підняте, а разом з ним і трибуни, під якими ійрозташувався Пасаж. Поля можна дістатись лише спеціальним містком. 
На стадіоні встановлено більше сотні камер, а при вході знаходяться турнікети системи Happy Crowd-Control які фотографують всіх хто входить до стадіону. Також на стадіоні працюють сотні стюардів які працевлаштовані в клубі або найняті в охоронних фірм.

## Стадіон Аада Мансфельда
Слідуючи прикладу НАК Бреда та Геренвену які грають на стадіонах названих на честь легенд своїх клубів, деякі вболівальники АДО Ден Гааг називають свою домашню арену стадіоном Аада Мансфельда. Ними було створено фундацію «Хороші Новини для Стадіону Аада Мансфельда» (нід. Goed Nieuws voor het Aad Mansveld-stadion) яка збирала пожертви серед місцевих жителів та компаній для того, щоб купити назву стадіону в якості спонсорів.
Однак, клуб відмовив вболівальникам. Тодішній голова наглядової ради АДО Ден Гааг, Руурд де Бур заявляв: «Дослідження німецького комунікаційного та дослідницького агентства Sport + Markt AG, яке також співпрацює з такими клубами як Барселона, Інтер Мілан та Баварія, показало що продаж прав на назву стадіону принесе клубу від 0,5 до 1,5 мільйонів євро». Таким чином офіційною назвою стадіону стала «Стадіон Кьосера»

## Газон
В 2013 році було прийнято рішення що після завершення Чемпіонату світу з хокею на траві, постійним покриттям футбольного поля стане штучний газон. До цього на штучних полях вже грали команди Гераклес Алмело, Зволле, Ексельсіор та Камбюр.
Перші приготування розпочалися в липні 2013 року, та через проблеми з дренажною системою стан поля різко погіршився. Через це довелося відкласти матч АДО-Вітессе. Коли гра таки відбулася АДО переміг з рахунком 2-1, та поле все одно було в жахливому стані, що змусило втрутитись Футбольну федерацію Нідерландів. У зв'язку з цим було прийнято рішення не відкладати перехід на штучний газон і вже 26 жовтня 2013 року АДО приймав Твенте на новому покритті.
Ден Гааг переміг з рахунком 3-2 завдяки голу Майка ван Дяунена на 88' хвилині.
З 2020 року поле знов вкрите справжнім газоном.

## Цікаві факти
- Стадіон знаходиться за адресою Haags Kwartier 55. Цю вулицю названо на честь Гаазької Чверті (нід. Haags Kwartiertje), останніх 15 хвилин матчу під час яких вболівальники найактивніше підтримують свою команду.
- В червні 2009 року стадіон прийняв перший концерт. Це був виступ гурту Kane який зібрав 12000 глядачів. На розігріві виступав гурт Stereo.
- В березні 2011 року на стадіоні відбулись товариські матчі між збірними Колумбії та Чилі а також Еквадору та Перу.
- В зв'язку з обвалом даху на стадіоні АФАС, з серпня по грудень 2019 року Cars Jeans Stadion був домашнім стадіоном і для АЗ Алкмаар. Саме тут команда приймала своїх суперників з Ередивізі та Ліги Європи, в тому числі і Маріуполь.
- Під час пандемії коронавірусу на території стадіону знаходився центр експрес-тестування.
- 13 жовтня 2020 року стадіон прийняв товариський матч між збірними Мексики та Алжиру.